# 푸미 (베트남)
푸미 시( Thành phố Phú Mỹ' )는 베트남 바리어붕따우성의 시이다. 2018년 현재 도시의 인구는 175,872명이다. 그 도시의 면적은 333.84km2이다.
푸미는 바리어붕따우성의 이전에는 떤타인현으로 불렸던 곳이며, 푸미 시사였었다. 2018년 떤타인현이 해체되어 푸미 시사가 되었고 2025년 3월 시로 승격하였다. 시의 청사는 푸미방(이전 푸미 시진)에 있다. 푸미는 산업 단지가 여러 개 있는 고도로 산업화된 도시다. 푸미는 사이공항을 대체하는 심해항이 있는 곳이다. 총 용량이 4000MW인 푸미 발전소 단지는 베트남 전체 전력의 35%에 육박한다.

## 행정 구역
푸미 시사에는 5개 방(坊)과 5개 사(社)가 있다.

### 방
- 푸미 (Phú Mỹ / 富美)
- 학직 (Hắc Dịch / 黑夜)
- 미쑤언 (Mỹ Xuân / 美春)
- 프억호아 (Phước Hoà / 福和)
- 떤프억 (Tân Phước / 新福)

### 사
- 쩌우파 (Châu Pha / 周坡)
- 송쏘아이 (Sông Xoài / 瀧𣒱)
- 떤하이 (Tân Hải / 新海)
- 떤호아 (Tân Hoà / 新和)
- 똑띠엔 (Tóc Tiên / 速先)

## 심해항
푸미항은 호찌민시의 주요 심해 화물항이자, 붕따우의 휴양도시 역할을 한다. 푸미항은 호찌민시에서 65km, 붕따우시에서 45km 떨어져 있다.